# Joyce Tang Lai-ming
Joyce Tang Lai-ming (Hongkong, 20 januari 1976) is een Hongkongs actrice. Ze werkt bij TVB.
Lai-ming haalde haar diploma op de Buddhist Hung Sean Chau Memorial College toen ze achttien was. In 1995 deed ze mee aan het programma New Talent Singing Awards. Ze begon in 1998 een relatie met acteur Marco Ngai Chun Kit. Het koppel ging tien jaar later uit mekaar.
In 2008 speelde ze in de TVB-serie Wars of In-Laws II als Coco Ko, met acteur Derek Kwok.

## Filmografie

### Televisieseries
| Jaar | Titel                                     | Rol                        | Noten                                                                 |
| ---- | ----------------------------------------- | -------------------------- | --------------------------------------------------------------------- |
| 1995 | A Kindred Spirit                          | Leung Bing Suet            |                                                                       |
| 1996 | Mutual Affection                          | A Hung                     | gastrol                                                               |
| 1996 | Money Just Can't Buy                      | Sam Ga Man (Carman)        |                                                                       |
| 1997 | Old Time Buddy                            | A Jan                      |                                                                       |
| 1997 | Triumph Over Evil                         | Long Jing Jing             |                                                                       |
| 1998 | Armed Reaction                            | Chan Sam Yuen              |                                                                       |
| 1998 | Old Time Buddy: To Catch A Thief          | Lina                       |                                                                       |
| 1998 | As Sure As Fate                           | Mou Yung Fei               |                                                                       |
| 1999 | Detective Investigation Files IV          | Wan Chau Yuet              |                                                                       |
| 1999 | The Flying Fox of the Snowy Mountain 1999 | Nip Song Ching             |                                                                       |
| 2000 | A Matter of Customs                       | Elsa                       |                                                                       |
| 2000 | Armed Reaction II                         | Chan Sam Yuen              |                                                                       |
| 2001 | The Heaven Sword & the Dragon Sabre 2000  | Yeung Bat Fui / Gei Hiu Fu |                                                                       |
| 2001 | A Taste of Love                           | So Mei                     |                                                                       |
| 2001 | A Step into the Past                      | Sin Yau                    |                                                                       |
| 2001 | Armed Reaction III                        | Chan Sam Yuen              |                                                                       |
| 2002 | Invisible Journey                         | Ching Si Man               |                                                                       |
| 2003 | Witness to a Prosecution II               | Yong Tan Fong              |                                                                       |
| 2003 | The Driving Power                         | Hung Niem                  |                                                                       |
| 2003 | Ups and Downs in the Sea of Love          | Ding Ga Ga (Christine)     |                                                                       |
| 2004 | Summer Heat                               | Sui Ning                   | voor de winkelverkoop en uitgezonden in 2006                          |
| 2004 | Armed Reaction IV                         | Chan Sam Yuen              |                                                                       |
| 2005 | The Prince's Shadow                       | Empress Gai                |                                                                       |
| 2005 | Women on the Run                          | Ma Siu Bo (BoBo)           | Genomineerd voor TVB Award for Best Actress                           |
| 2006 | Below the Lion Rock 2006                  |                            |                                                                       |
| 2006 | Placebo Cure                              | Ying Ling San              |                                                                       |
| 2008 | Wars of In-Laws II                        | Ko Ka Bo (Coco)            | Genomineerd voor TVB Award for Best Supporting Actress (Top 10)       |
| 2008 | Wasabi Mon Amour                          | Tam Bo Bo                  |                                                                       |
| 2008 | The Money-Maker Recipe                    | Gu Ka Jun                  |                                                                       |
| 2009 | The King of Snooker                       | Chin To To (Toni)          |                                                                       |
| 2009 | Just Love II                              | Ho Sau Sau                 | Genomineerd voor TVB Award for Best Supporting Actress (Top 15)       |
| 2010 | Sisters of Pearl                          | So Lai-Sheung              |                                                                       |
| 2010 | Beauty Knows No Pain                      | Yu Man-yau                 | Genomineerd voor TVB Award for My Favourite Female Character (Top 15) |
| 2011 | Ghetto Justice                            |                            |                                                                       |

- Library of Congress Control Number: no2011122330
- MusicBrainz: 22dead14-c406-4455-bace-663a16f20765
- Virtual International Authority File: 183790662
- WorldCat: E39PBJx8HF6KQcdb7JrHwPbTpP